# Édouard Benjamin Baillaud
Édouard Benjamin Baillaud, francoski astronom, * 14. februar 1848, Chalon-sur-Saône, Francija, † 8. julij 1934, Pariz.

## Življenje in delo
Baillaud je študiral na École Normale Supérieure in na Univerzi v Parizu. Od leta 1872 je delal kot pomočnik na Pariškem observatoriju. Kasneje je bil od leta 1878 do 1907 predstojnik Observatorija Toulouse. V tem času je bil tudi dekan Fakultete znanosti Univerze v Toulouseu.
Zelo je razširil observatorij in navdušeno podpiral projekt Karte sveta (Carte du Ciel), ki so ga začeli leta 1887 na Observatoriju v Parizu. Največ je raziskoval na področju nebesne mehanike in še posebej na področju gibanja Saturnovih satelitov.
Leta 1903 je observatorij prevzel nadzor nad Observatorijem Pic du Midi v Pirenejih, ki so ga v 50. letih 19. stoletja zgradili ljubiteljski astronomi. Semkaj so želeli postaviti daljnogled. Vendar je nadmorska višina 2865 m predstavljala neznanske tehnične probleme in želja je ostala neizpolnjena, čeprav je med letoma 1873 in 1880 delovala meteorološka opazovalnica. Baillaud je organiziral skupino vojakov, da bi na vrh gore dvignili 500 mm (20 palčni) zrcalni daljnogled in 250 mm zrcalni daljnogled.
Leta 1907 so ga izbrali za šestnajstega predstojnika Observatorija v Parizu, kjer je nemudoma začel z delom pri ustavljenem projektu Carte du Ciel. Poleg tega je organiziral posvetovanje, kjer so goste zabavali pevci iz Pariške opere skupaj z vinom, ki ga je preskrbel predstojnik Observatorija Bordeaux. Čeprav se je francoska vlada strinjala z denarno pomočjo projektu, je kmalu postalo jasno, da so bili cilji brezupno neresnični.
Baillard je bil dejaven pri standardizaciji časa in je bil ustanovni predsednik Mednarodnega časovnega urada. Vpeljal je tudi oddajanje časovnega signala iz Eifflovega stolpa. Med 1. svetovno vojno je ves čas delal na observatoriju in ohranjal oddajanje časovnega signala navkljub temu, da so Nemci s topom Veliko Berto ciljali blizu koordinat Pariškega observatorija. Njegova skrb za standardizacijo astronomskega časa ga je privedla do gorečega nasprotovanja poletnega časa.
Leta 1919 je postal ustanovni predsednik Mednarodne astronomske zveze (IAU). Leta 1926 se je kot predstojnik Pariškega observatorija upokojil. Nasledil ga je Deslandres. Med letoma 1912 in 1922 je bil predsednik Francoskega fizikalnega društva. Nasledil ga je Henri Abraham.

## Priznanja

### Nagrade
Leta 1923 je prejel Medaljo Bruceove.

### Poimenovanja
Po njem se imenuje krater Baillaud na Luni in asteroid 11764 Benbaillaud. Asteroid 1280 Baillauda pa so poimenovali po njegovem sinu Julesu Baillaudu.

### Osmrtnice
- AN 253 (1934) 15/16 (en stavek, (nemško))
- MNRAS 95 (1935) 334
- Obs 57 (1934) 308
- PASP 46 (1934) 242 (en odstavek)